# Беркан
Беркан (араб. بركان‎) — марокканский город, расположенный в Трифе (сельскохозяйственном районе Марокко), находится на северо-востоке Марокко. На севере граничит со Средиземным морем, с Кисс-Уэд (Марокканско-Алжирская граница) и с вилайетом Уджда на востоке, с вилайетом Надор — на западе и с вилайетом Таурирт — на юге. Население города составляет 80 012 (2004), и большинство населения — арабы.
Беркан — один из крупнейших экспортёров цитрусовых в Марокко. Кроме того, город также известен как родина Хишама Эль-Герруж. Также знаменит многочисленными фермами, принадлежащими семье Белхадж.
Город получил свое название от святого Сиди Ахмад Аберкан (который умер в 868 году по исламскому календарю).

## Города-побратимы
- Зейст, Нидерланды
- Сен-Жиль, Бельгия
- Бонди, Франция
- Перпиньян, Франция